# 马拉迪
马拉迪（義大利語：Marradi），是意大利佛罗伦斯省的一个市镇。总面积154.07平方公里，人口3295人，人口密度21.4人/平方公里（2009年）。ISTAT代码为048026。

## 友好城市
- 法國 卡斯泰尔诺达里